# Luis Miró Quesada de la Guerra
Luis Joaquín Miró Quesada de la Guerra (Lima, 5 de diciembre de 1880 - id. 24 de marzo de 1976) fue un periodista, diplomático y político peruano. Alcalde de Lima y director del diario El Comercio.

## Biografía
Su padre fue José Antonio Miró Quesada, dueño del diario El Comercio, y Matilde de la Guerra Gorostide. 
Se casó el 28 de abril de 1909 con Elvira Mercedes Garland Roel, hija de Alejandro Garland von Lotten y Eloída Roel Mendívil y prima del diplomático Antonio Garland y de Enriqueta Garland Higginson, primera esposa del presidente Manuel Prado y Ugarteche. Tendrían cuatro hijos, entre ellos el intelectual Luis Miró Quesada Garland y el periodista Alejandro Miró Quesada Garland.
Graduado en la Universidad de San Marcos, donde cursó estudios de Filosofía y Letras de 1898 a 1904, inició su carrera diplomática este año, ejerciendo funciones de secretario en la legación peruana acreditada en Buenos Aires. En 1905, fue designado profesor de Pedagogía en la Facultad de Filosofía y Letras de la Universidad de San Marcos, posteriormente con la Ley Instrucción Pública de 1922 se desempeñó como profesor de Filosofía de la Educación en la Facultad de Filosofía, Historia y Letras. En esta misma facultad fundó en 1923 el Seminario de Psicopedagogía. 

## Trayectoria
Inició la que con el periodismo sería otra de sus actividades públicas. Decano de la Facultad (1926-27). Entre 1907 y 1912 fue elegido diputado por la provincia litoral de Tumbes y, también, diputado suplente por la provincia de Chincha en el departamento de Ica. Con su intervención parlamentaria impulsó la ley de Accidentes del Trabajo y la reforma educativa que estaría vigente en décadas posteriores. 
En 1908 asistió como delegado al Congreso Científico Panamericano que tuvo lugar en Santiago de Chile y, en 1912, a la Conferencia Internacional sobre Escuelas de Higiene. 
Como alcalde de Lima (1916-18), promovió mejoras como la pavimentación de la ciudad y estableció los primeros refectorios escolares de la capital peruana. 
Vinculado desde su primera juventud al diario El Comercio (fundado en 1839 por Manuel Amunátegui), Miró Quesada sería su director a partir de 1932, cargo compartido con su hermano Aurelio. No era reciente su actividad en el periodismo peruano, del que había sido una de las figuras precursoras en el presente siglo. En 1921 había asistido al Congreso Panamericano de Periodistas celebrado en Washington.  
Durante la presidencia de Luis Sánchez Cerro, ejerció como ministro de Relaciones Exteriores (1931), representó como ministro plenipotenciario en Suiza (1933-1936) y ante la Liga de las Naciones (1933-1936). 
Fue, desde la dirección del más influyente de los diarios peruanos, una personalidad decisiva en la política de su país. Al iniciarse el proceso reformista encabezado por el general Juan Velasco Alvarado desde 1968, El Comercio entró en renovados conflictos con el Gobierno militar. En julio de 1974 el periódico fue expropiado por decisión gubernamental. A partir de entonces, Miró Quesada suspendió la mayor parte de sus actividades profesionales, que había desempeñado durante más de setenta años.

## Publicaciones
Premio Maria Moors Cabot de periodismo (1939), había escrito obras fundamentales para el pensamiento político de su país, entre otras La legislación del trabajo, El socialismo internacionalista de América, Pedagogía universitaria y La misión de nuestra Universidad. 